# Mikania reticulosa
Mikania reticulosa là một loài thực vật có hoa trong họ Cúc. Loài này được C.Wright ex C.Wright mô tả khoa học đầu tiên năm 1869.